# 島野りーみん
島野りーみん（しまの りーみん、1982年4月12日 - ）は、女子プロボクサー、元女子競輪選手。大阪市出身。プロボクサーとしてはTEAM 10 COUNT所属。競輪時代は日本競輪選手会神奈川支部所属。日本競輪学校（当時。以下、競輪学校）第102期生（女子1期生）。師匠は遠澤健二（57期）。
本名は島野 麗敏（しまの りーみん）。競輪時代の選手登録名は旧姓である中山 麗敏（なかやま りーみん）、中国名は王 麗敏（ワン・リーミン）。

## 戦績
実家は御堂筋近くで中華料理店を営む。当初は中国国籍であったが、2001年に日本へ帰化し日本国籍を取得した。
大阪府立市岡高等学校 時代は砲丸投と円盤投に取り組み、高校総体への出場経験を持つ。同校卒業後、MBA取得を目指し、サンディエゴ州立大学 へ進んだ。同大学時代に、ボクシング選手として活動。2戦2勝を挙げたものの、体調不良などを理由にドクターストップがかかり、以後の活動は断念せざるを得なくなった。
帰国後、自ら中華料理店の店長として切り盛りしていたが、27歳の時、知人男性の勧めでロードバイクに乗り始めたことを契機 に、自転車ロードレース大会に参加したところ優勝。これがきっかけとなり、競輪学校の女子第1回生徒入学試験に応募。なお、同校入試の願書を提出する直前に車のドアに左手中指をはさんでしまい粉砕骨折してしまったため、試験は適性で受験し、2011年2月25日に合格した。
競輪学校時代の在校競走成績は第12位（9勝）。同校卒業後の2012年5月1日に競輪選手登録された。
2012年7月1日、ホームバンクの平塚競輪場でデビュー戦を迎えると同時に、ガールズケイリンのオープニングレースに出場し、バックストレッチから豪快な捲りを決め、2着に6車身の差をつけて圧勝した。初優勝は8月31日、平塚競輪場で挙げた。同年10月23日、同年12月28日に開催予定のガールズグランプリ出場選手に選出された。
2015年4月に結婚したことを公表 したが、登録名は引き続き旧姓を使用した。
2015年11月10日の佐世保競輪場第1R・A級ガールズ一般戦での2着を最後に競走へ参加しなくなったが、この頃からボクシングの練習を再開しており、2016年2月に競輪選手から引退しボクシングに専念すると報道された。同年2月19日に競輪選手としての選手登録が消除され引退。通算成績199戦49勝。
2016年2月20日、平塚で行われたボクシングデビュー戦を判定で勝利。
東京オリンピックを目標に掲げていたが、プロ競技経験者は日本代表の資格がないと知り断念。プロ転向を決意した。
2017年7月29日、椙元慧に1回1分42秒TKO勝ちでプロデビューを飾る。
2018年4月17日、若狭与志枝と対戦したが、0-3判定でプロ2戦目にして初黒星。
2022年7月1日、平塚競輪場で開催された「オッズパーク杯ALL GIRL'S 10th Anniversary」最終日にガールズケイリン選手OBとして5か月の娘を連れてトークショーに参加し、「現在は専業主婦をしている」と述べた。

## エピソード
- 日本語、中国語、英語、ヒンディー語、スペイン語を操ることができる[3]。
- 23歳の時に、朝日放送のTV番組、探偵!ナイトスクープに出演（2005年9月23日放送）。「ボクシングで北京オリンピックに出場したいので、私のボクシングの才能を見に来てほしい」という依頼を番組に出したことがきっかけだった。番組では、ボクシング未経験の同じく北京オリンピック出場を目指す47歳男性（WOWOWなど、ボクシング観戦歴40年）と2分×3Rを闘って引き分けた。
- ガールズケイリン選手当時は、とりわけ負傷の多い選手であった。
  - デビュー開催終了直後、帰省先の大阪で練習中に転倒し、左鎖骨と肋骨を骨折[17]。
  - さらに9月には、タクシー乗車中に追突される事故で頸椎を捻挫。その影響でしばらくの間眩暈症状が表れ、練習を再開できたのは10月初旬に入ってからだった[18]。
  - また、10月31日の松戸決勝でも中川諒子に押し上げられて直線で転倒し、左鎖骨骨折で全治40日と診断された[19]。
  - 2013年9月15日に行われたガールズケイリンコレクション（京王閣競輪場）で転倒し、右肩甲骨、鎖骨、肋骨骨折に右肺挫傷、肺気胸で42日間の重傷。その後長期欠場を余儀なくされ、復帰したのは3ヶ月後の12月12日の静岡競輪場だった。
  - ガールズケイリン選手当時の頃、デビューしてから1年半の間に延べ11本もの骨を折った[20]。